# Їржі Гледик
Їржі Гледик (чеськ. Jiří Hledík, 19 квітня 1929, Пардубиці — 25 квітня 2015, Градець-Кралове) — чехословацький футболіст, що грав на позиції півзахисника, зокрема, за клуби «Спарта» (Прага) та «Градець-Кралове», а також національну збірну Чехословаччини.
Чемпіон Чехословаччини. 

## Клубна кар'єра
У футболі дебютував 1952 року виступами за команду «Крила власті», в якій провів два сезони. 
Протягом 1955 року захищав кольори команди «Дукла» (Прага).
Своєю грою за останню команду привернув увагу представників тренерського штабу клубу «Спарта» (Прага), до складу якого приєднався 1956 року. Відіграв за празьку команду наступні два сезони своєї ігрової кар'єри.
1958 року перейшов до клубу «Градець-Кралове», за який відіграв дев'ять сезонів. Завершив професійну кар'єру футболіста виступами за команду «Градець-Кралове» у 1967 році.

## Виступи за збірну
1953 року дебютував в офіційних матчах у складі національної збірної Чехословаччини. Протягом кар'єри у національній команді провів у її формі 28 матчів, забивши 1 гол
У складі збірної був учасником чемпіонату світу 1954 року у Швейцарії, де зіграв проти Уругваю (0-2).
Помер 25 квітня 2015 року на 87-му році життя у місті Градець-Кралове.

## Титули і досягнення
- Чемпіон Чехословаччини (1):

«Градець-Кралове»: 1959-1960